# NGC 3162
NGC 3162 este o intermediate spiral galaxy⁠(d) situată în constelația Leul. A fost descoperită în 12 martie 1784 de către William Herschel. Se află la o distanță de 21,7 de megaparseci de Pământ.